# Pokabius hopianus
Pokabius hopianus är en mångfotingart som beskrevs av Chamberlin 1938. Pokabius hopianus ingår i släktet Pokabius och familjen stenkrypare. Inga underarter finns listade i Catalogue of Life.